# دکتر هو (سری ۶)
ششمین سری سریال علمی-تخیلی دکتر هو در دو بخش نمایش داده شد.اولین بخش دارای ۷ قسمت بود که نمایش آن از آوریل تا جون ۲۰۱۱ ادامه داشت.این بخش با قسمت فضانوردی غیر ممکن شروع و با قسمتی به نام مرد خوب به جنگ می‌رود پایان یافت.